# Puthandu
Puthandu (en tamoul : புத்தாண்டு, de புது ஆண்டு (pudu āṇḍu), « Nouvelle ère » ou « Nouvelle année »), ou parfois Varsha pirappu et Varuda pirappu (en tamoul : வர்ஷப்பிறப்பு et வருடப்பிறப்பு, « Naissance » ou « Avènement de l'année »), est le nom qui désigne le Nouvel An du calendrier tamoul, observé en Inde du Sud (principalement au Tamil Nadu) et parmi les populations tamoulophones hindoues ou d'ascendance tamoule, au Sri Lanka, dans le monde malais ou aux Mascareignes. C'est un jour important, considéré comme celui où Brahma, le Créateur, a commencé la création de l'univers. Il tombe en général autour du 13 ou du 14 avril.

## Célébration
En ce matin de fête, place au bain rituel, suivi d’une cérémonie religieuse qui réunit les membres de la famille. Les fidèles, vêtus d'habits neufs, remercient Dieu pour toutes les grâces accordées durant l'année et, à travers leurs prières, lui demandent également bénédiction et bonheur pour leur foyer et leur famille pour cette nouvelle année. Il s’agit d’un moment favorable pour les réconciliations, les repas, et les spectacles culturels. C'est aussi une occasion de plus pour les enfants de recevoir des étrennes par la famille.
Selon le calendrier solaire, le nouvel an se fête soit le 13, 14 ou 15 avril. Ce changement de date est lié au nombre de jours composant l'année précédente. Des offrandes sont faites aux divinités dont Ganesh et Muruga. On offre des gâteaux à base de riz, de lait et de sucre et on demande aux dieux de veiller sur soi.
Élément traditionnel du nouvel an tamoul, la préparation et le partage des repas spécialement conçus, un mélange de six saveurs, dont le sucré, du salé, l’aigre-doux, l’amer, qui représentent les différentes composantes du quotidien, les bons moments comme les mauvais moments.
Il est aussi de coutume le jour du nouvel an d’écouter la lecture du Panchangam, le calendrier hindou. Cette lecture révèle les prévisions pour la nouvelle année.